# Panacela lewinae
Lewin's Bag Shelter Moth (Panacela lewinae) là một loài bướm đêm thuộc họ Eupterotidae. Nó được tìm thấy ở miền nam Queensland tới miền nam New South Wales.
Sải cánh dài khoảng 30 mm.
Các con sâu sinh sống chung trong một tổ trên cây chủ mà nó ăn, tổ làm bằng nhiều lớp kén. Chúng ở trong tổ vào ban ngày và ra ngoài kiếm ăn vào ban đêm. They feed on Eucalyptus, Lophostemon, Angophora và Syncarpia (bao gồm Syncarpia glomulifera), cũng như Chamaecytisus prolifer, Pinus radiata và Exocarpus cupressiformis.
Lông con sâu có thể gây ngứa da nếu tiếp xúc phải (Urticaria).

## Hình ảnh

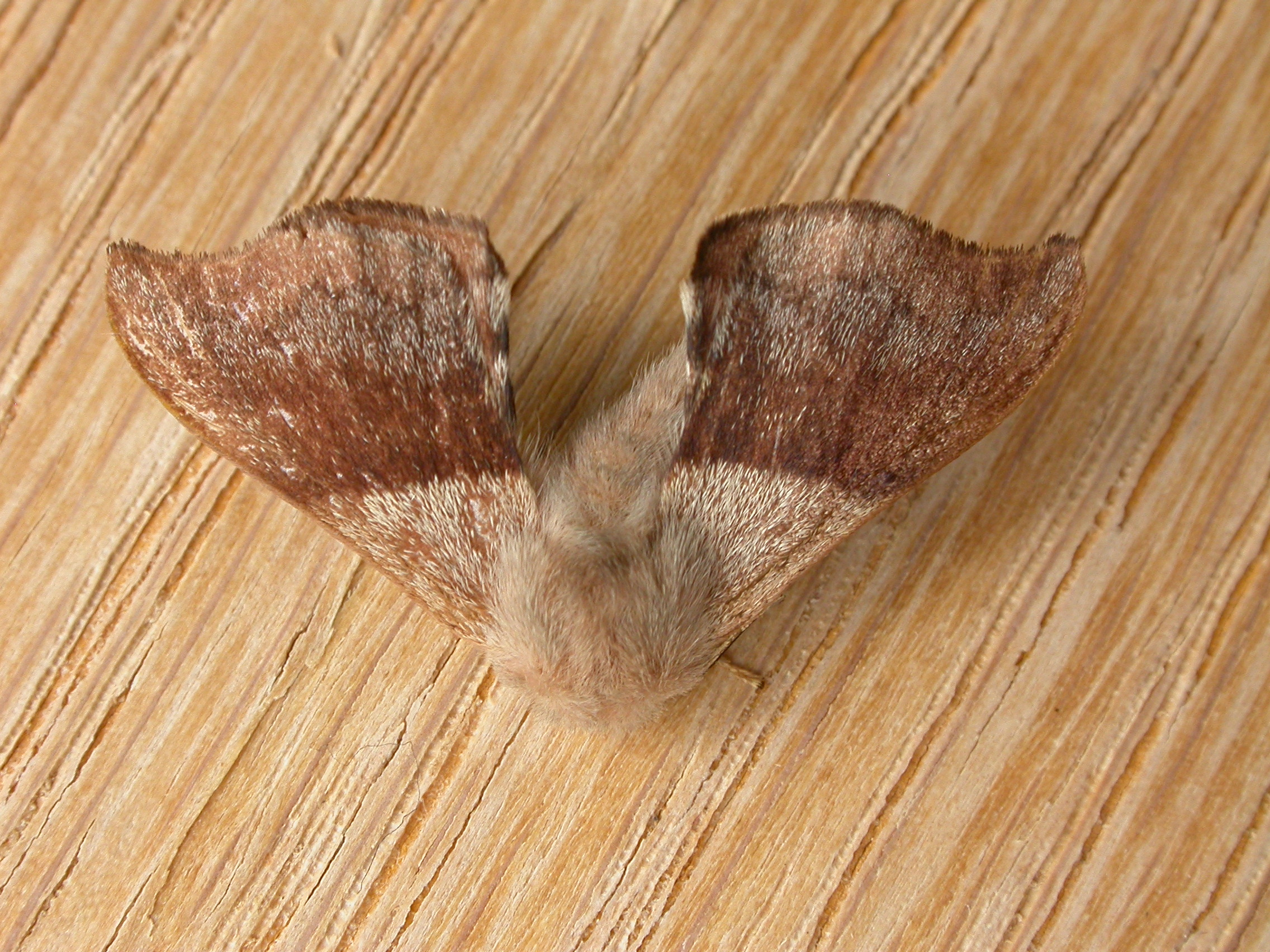
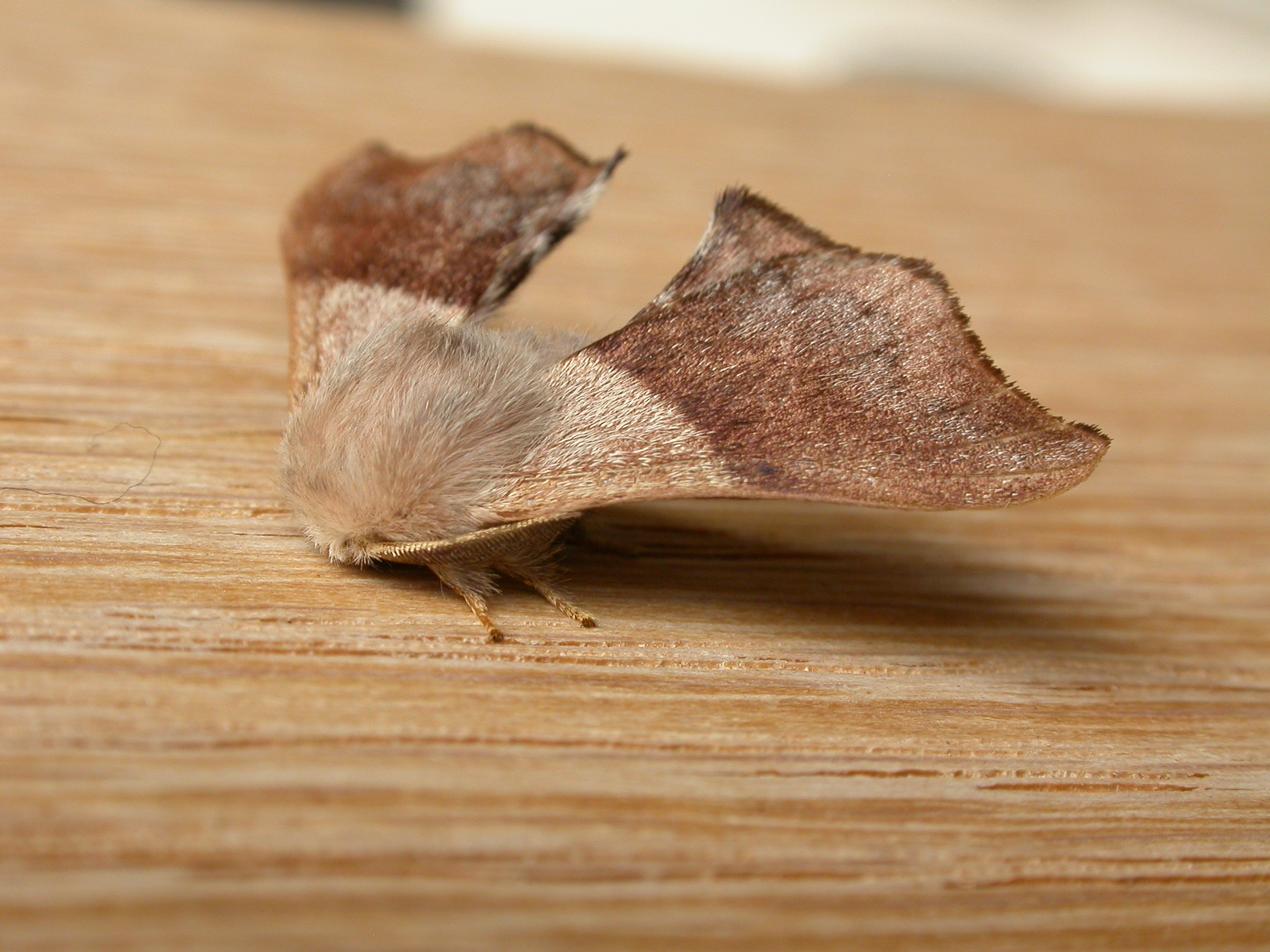
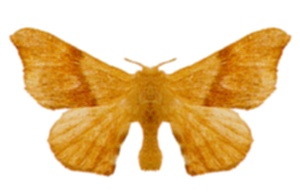
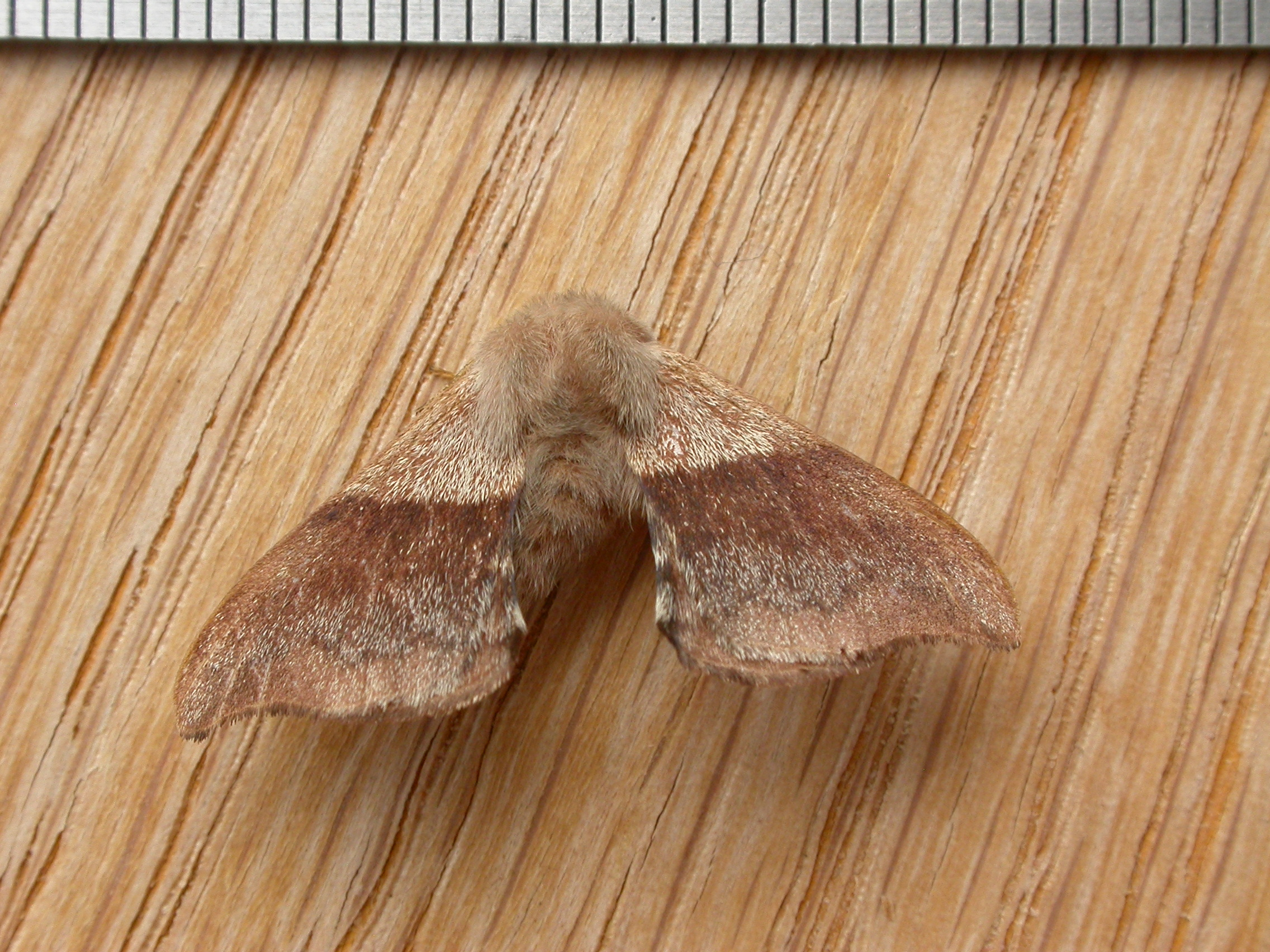